# Auguste de Saxe-Mersebourg-Zörbig
Auguste de Saxe-Mersebourg-Zörbig (Mersebourg, 15 février 1655 - Zörbig, 27 mars 1715), est un prince allemand membre de la Maison de Wettin.
Il est le troisième fils, mais le deuxième survivant de Christian Ier de Saxe-Mersebourg et Christine de Schleswig-Holstein-Sonderbourg-Glücksbourg.

## Biographie
Afin de fournir à ses trois plus jeunes fils un revenu digne de leur statut, le duc Christian Ier affecte à chacun d'eux avant sa mort, un petit territoire comme Apanage. Cependant, ces territoires sont restés tributaires de la suzeraineté de Saxe-Mersebourg, et leurs pouvoirs souverains sont sévèrement limités. Auguste reçoit de la ville de Zörbig en 1691, et fonde la lignée de Saxe-Mersebourg-Zörbig.
En conséquence, Auguste installe sa famille de Alt-Stargard, qu'il a reçu de son beau-père en dot, à Zörbig. Son installation permet à la ville de s'épanouir d'une manière exceptionnelle. En particulier, il continue la reconstruction, commencée par son père, de la région endommagée par la Guerre de Trente Ans.
En 1694, il reconstruit le château de Zörbig comme une confortable résidence. Toutefois, Auguste meurt avant la fin des travaux. Après sa mort, le château est attribué à sa veuve Edwige et leur seule fille Caroline, comme lieu de résidence.
Le duc Auguste est décédé le 27 mars 1715 à l'âge de 60 ans. Son corps est transporté à Mersebourg et enseveli dans un cercueil fabriqué à partir d'étain dans la crypte princière de la Cathédrale de Mersebourg. Comme il n'a aucun héritier mâle, le territoire de Saxe-Mersebourg-Zörbig est réuni avec le duché de Saxe-Mersebourg, et son apanage retourne à la Saxe-Mersebourg recueilli par son neveu Maurice-Guillaume de Saxe-Mersebourg qui, cependant, laisse à la veuve la jouissance viagère des biens.

## Mariage et descendance
Le 1er décembre 1686 Auguste épouse Hedwige de Mecklembourg-Güstrow à Güstrow. Ils ont huit enfants:
1. Christiane Madeleine (Zörbig, 11 mars 1687 - Mersebourg, 21 mars 1689).
2. Fille Mort-née (Alt-Stargard, Mecklembourg, 30 décembre 1689).
3. Caroline Auguste (Zörbig, 10 mars 1691 - Zörbig, 23 septembre 1743).
4. Hedwig Eléonore (Zörbig, 26 février 1693 - Zörbig, 31 août 1693).
5. Gustave Frédéric, prince héréditaire de Saxe-Mersebourg-Zörbig (Zörbig, 28 octobre 1694 -  Zörbig, 24 mai 1695).
6. Auguste, prince héréditaire de Saxe-Mersebourg-Zörbig (Zörbig, 26 février 1696 - Zörbig, 26 mars 1696).
7. Mort-né, fils jumeaux (1707).